# 陈亶
陈亶（1491年—1542年），字宗實，號芝南，浙江温州府樂清縣人，明朝政治人物，同進士出身。

## 生平
正德十一年（1516年）丙子科浙江乡试第八十名举人，嘉靖二年（1523年）中會試第三百九十五名，殿試三甲第四十五名進士，任江西泰和知縣，有政聲。嘉靖七年（1528年）任嘉定縣知縣，嘉靖九年（1530年）十一月升任河南道監察御史，不久因母喪致仕。十二年四月考察以不謹閑住。

## 家族
曾祖陳純，吏部郎中。祖父陳復。父陳垣。母周氏。具庆下。兄陳璋，按察司副使；陳旭、陳晧、陳昉、陳口、弟陳習。